# Страхование экспортных кредитов
Страхование экспортных кредитов (англ. Export Credit Insurance) — вид страхования, имеющий целью защиту от рисков, связанных с предоставлением экспортного кредита.

## Цель страхования
Цель данного вида страхования — гарантировать экспортёрам своевременность оплаты за поставленную продукцию со стороны иностранного контрагента. Объектом страхования являются коммерческие кредиты экспортёра-страхователя импортёрам-контрагентам и/или авансовые платежи импортёра.
Возможны два варианта страхования экспортёра: на случай несостоятельности (банкротства) иностранного покупателя и страхование риска задержки платежа до наступления фактической несостоятельности.
В связи с тем, что мировой рынок насыщен различными товарами, экспортёры бывают вынуждены использовать различные методы повышения конкурентоспособности, в том числе и поставку товаров на условиях коммерческого кредита, а это всегда связано с риском неполучения платежа за поставленный товар. Например, ежегодно только в Западной Европе объявляют о банкротстве более ста тысяч фирм. Для повышения надёжности в этом случае во всем мире применяется страхование экспортных кредитов.

## Организация страхования экспортных кредитов
Страховая компания, получив от страхователя премию (страховой взнос), законным образом осуществляет комплекс мер по изучению, оценке и управлению застрахованным риском, а в случае несостоятельности контрагента-импортёра или задержки платежа после определенного периода возмещает страхователю в установленном договором порядке неуплаченные денежные суммы по счетам к получению за поставленные в кредит товары и оказанные услуги.
При страховании риска неплатежа предусматривается собственное участие страхователя в убытках (франшиза), которое выражается в процентах к страховой сумме. Собственное участие страхователя в покрытие риска устанавливается обычно на уровне 5-20 %. Франшиза не может быть застрахована отдельно или у другого страховщика. Страхователь, согласно принятой практике данного вида страхования, обязан за свой счёт предпринимать все необходимые меры во избежание или по уменьшению убытка. Страхователь обязан также предоставлять страховщику всю информацию и документы, которые необходимы страховщику для определения факта несостоятельности и оценки величины убытка.

## Генеральный полис
Страхование экспортных кредитов предполагает часто долгосрочное сотрудничество страховой компании и экспортёра. Это предполагает выдачу страховой компанией генеральных полисов, которые обеспечивают страховое покрытие всех заключаемых контрактов в течение этого периода. При этом страхователь-экспортёр по результатам предварительных переговоров с иностранным контрагентом сообщает страховой компании сумму, на которую контрагент готов приобрести товары или услуги, а страхователь имеет возможность осуществить поставку на условиях коммерческого кредита.
Страховщик проверяет платежеспособность иностранного партнёра экспортёра и по результатам проверки выносит решение, которое может подтвердить запрошенную сумму, уменьшить её до приемлемого для страхования уровня или отказать в страховании кредита, оставить его без обеспечения полисом. Установленная страховщиком сумма представляет собой страховую сумму по данному контрагенту и указывается в нотисе (уведомлении) об установлении кредитного лимита, который направляется страхователю в письменной форме и является неотъемлемой частью договора страхования. Страховщик может ограничить (понизить кредитный лимит) или расторгнуть договор страхования в отношении любого контрагента экспортёра. При этом страховое покрытие по действовавшим ранее счетам к получению остается действующим.

## Преимущества страхования экспортных кредитов
Выгоды страхования экспортных кредитов для российского экспортёра состоят в следующем:
- помощь специалистов по оценке надежности потенциальных партнёров при выходе на новые рынки;
- постоянное наблюдение за финансовым состоянием иностранных клиентов и своевременное информирование о их финансовом состоянии;
- возможность увеличивать число клиентов и объём продаж;
- возможность повышения конкурентоспособности за счёт применения более гибких форм оплаты (рассрочка платежа);
- возможность экспортировать непосредственно конечным потребителям, минуя надёжных оптовиков-посредников, что увеличивает прибыльность операции.

В страховании экспортных кредитов кроме предприятий-экспортёров могут быть заинтересованы также и банки. При страховании экспортных кредитов риски по невыполнению платёжных обязательств со стороны иностранных контрагентов берет на себя страховая компания, что влияет на условия предоставления банковского кредита. Страховой полис, выданный солидной страховой компанией, может служить надёжным обеспечением послеотгрузочного кредитования предприятия-экспортёра. При доотгрузочном кредитовании страховой полис также может служить дополнительным обеспечением при выдаче кредита.